# Telescopul Anglo-Australian

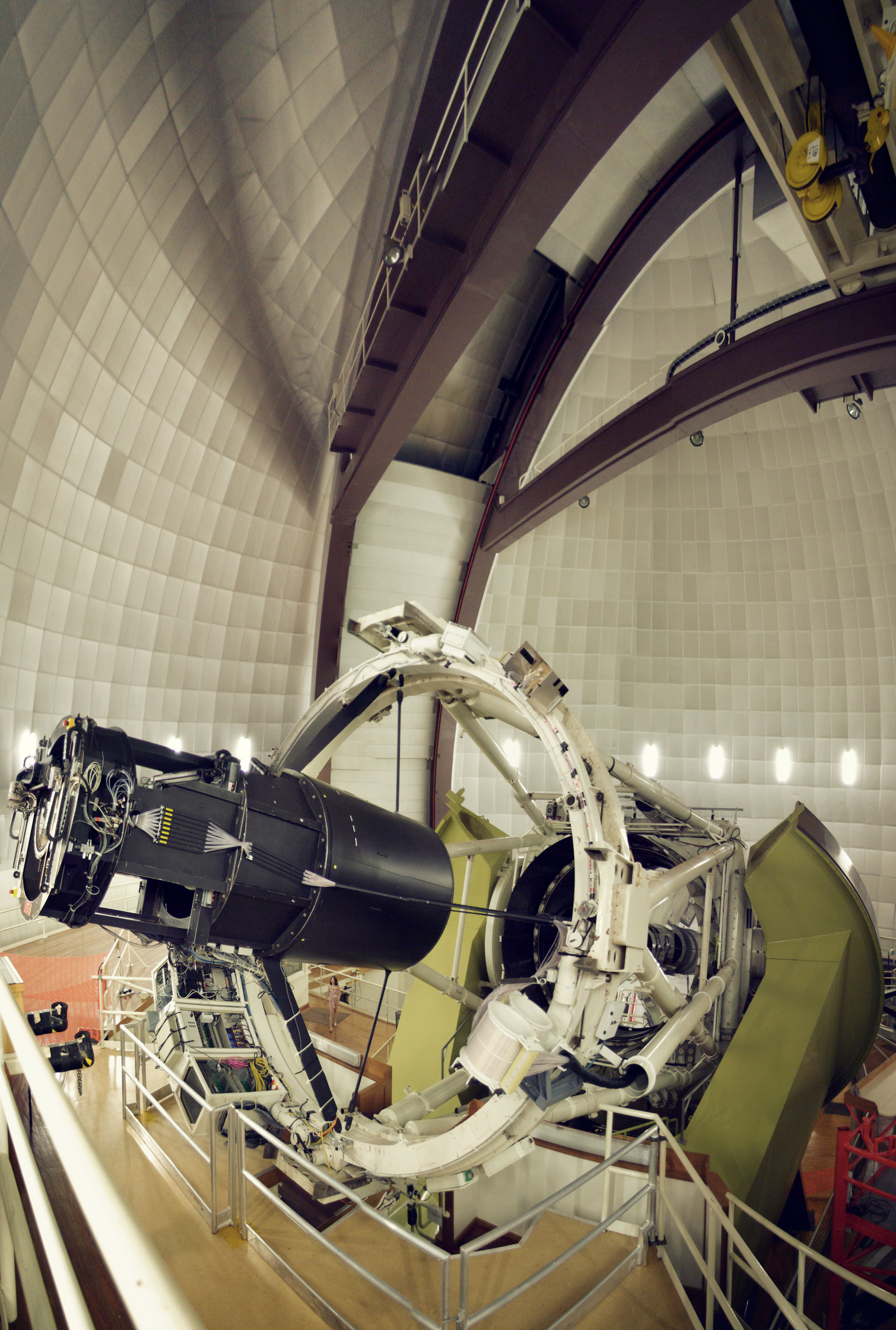
Telescopul de 3,90 de metri, pe montură ecuatorială

Telescopul Anglo-Australien (AAT, de la Anglo-Australian Telescope, în engleză) este un telescop cu montură ecuatorială, cu diametrul de 3,9 m, situat la Observatorul Siding Spring, în Australia, la o altitudine de circa 1.000 m. Funcționarea sa este finanțată împreună de Anglia și de Australia și este accesibil, fără vreo constrângere relativă la cetățenie, astronomilor din lumea întreagă.
Telescopul a fost pus în serviciu în 1974 pentru a oferi astronomilor un telescop de înaltă calitate în emisfera sudică, întrucât în acea vreme majoritatea observatoarelor erau situate în emisfera nordică (cu excepția notabilă a ESO). AAT era unul dintre cele mai mari telescoape din lume cu montură ecuatorială. A fost unul din primele controlate de un calculator, iar constrângerile puse pentru precizia punerii la punct și de urmărire au servit de bază tuturor telescoapelor construite după aceea.